# بیلینگ‌هی
بیلینگ‌هی (به انگلیسی: Billinghay) یک روستا و محله مدنی در بریتانیا است که در نورس‌کستیون واقع شده‌است. بیلینگ‌هی ۲٬۱۹۰ نفر جمعیت دارد.